# Nokia kyrka
Nokia kyrka (finska: Nokian kirkko) är en kyrkobyggnad i staden Nokia i Finland. Den är församlingskyrka i Nokia församling i Tammerfors stift inom Evangelisk-lutherska kyrkan i Finland.
Kyrkan, ritad av arkitekten Carl Ludvig Engel, färdigställdes 1837 i nyklassisk stil. Den har genomgått flera renoveringar, varav den största åren 1973–1974 under ledning av arkitekten Seppo Rihlama. Kyrkans 32-stämmiga orgel byggdes av Kangasala orgelbyggeri.